# Sven Tengnäs
Sven Bertil J:son Tengnäs, född 14 september 1922 i Halmstad, död 14 januari 1984 i Bassarås, Lidhults församling, Kronobergs län var en svensk företagsledare. 
Tengnäs, som var son till grosshandlare Joh. Johansson och Emmy Paulsson, avlade studentexamen 1942 och genomgick trafikutbildning vid Statens Järnvägar 1945–1947. Han anställdes vid Halmstad–Nässjö Järnvägar 1943, vid Statens Järnvägar 1945, tjänstgjorde periodvis vid Järnvägsstyrelsen, blev hamnchef i Halmstads stad 1957 och var verkställande direktör i utvecklingsbolaget AB HNJ Intressenter, dotterbolag till Investor AB, från 1966 till 1982, då han efterträddes av Gert Sevholt. Tengnäs var västtysk konsul sedan 1970.
Tengnäs var Riksantikvariens ombud i Simlångsdalens landskommun. Han var styrelseledamot i Smålands bank i Halmstad och ett flertal bolag samt Hallands museum och Föreningen Gamla Halmstad. Han skrev transporttekniska och transportekonomiska artiklar i fackpress och dagstidningar, utgav Simlångsdalen: Breareds och Snöstorps socknar (1966) och skrev kulturhistoriska bidrag i böcker och tidskrifter.